# Hemaris rangnavi
Hemaris rangnavi är en fjärilsart som beskrevs av Adolf G. Closs. Hemaris rangnavi ingår i släktet Hemaris och familjen svärmare. Inga underarter finns listade i Catalogue of Life.